# Облога Медіона
Облога Медіона — бойові дії Етолійського союза проти акарнанського міста Медіон під час Деметрієвої війни (можливо, у 231 р. до н. е.).

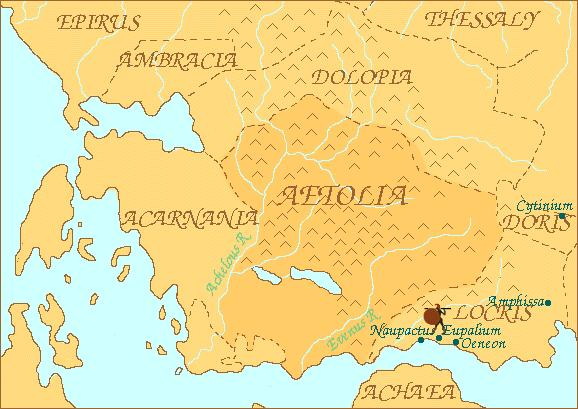
Акарнанія, Етолія та Епір на мапі Західної Греції. Між Акарнанією та Амбракією глибоко вдається у суходол Амбракійська затока

Розташована на узбережжі Іонічного моря Акарнанія була в 250-х роках до н. е. розділена між Етолійським союзом та Епіром, причому останньому досталась її північна частина, котра прилягає з півдня до Амбракійської затоки. В подальшому етолійці забажали взяти під контроль всю Акарнанію, що у 239 р. до н. е. призвело до зіткнення з македонським царем Деметрієм II, котрий одружився з донькою епірського царя та виступив на його захист. Саме це стало приводом для Деметрієвої війни, під час якої у 233 або 232 році до н. е. в Епірі повалили царську владу та перейшли до демократії.
Скориставшись негараздами у ворога, а також відсутністю в Деметрія II можливості допомогти акарнанцям, Етолійський союз в кінці 230-х рр. до н. е. розпочав кампанію по оволодінню регіоном Амбракійської затоки. Одне з акарнанських міст — Медіон — відмовилось перейти під владу етолійців. Останні виступили проти нього та повели облогу за всіма правилами військового мистецтва. З кожним днем становище захисників ставало все важче, так що через якийсь час можна було вже розраховувати на їх капітуляцію. Етолійці були настільки впевнені в успішному завершенні облоги, що серед них почались суперечки щодо того, кому з полководців належатимуть почесті та право розподілу здобичі (у відповідності до суспільного устрою етолійців невдовзі потрібно було провести перевибори стратегів, так що старий командувач, котрий довів Медіон до критичного стану, бажав отримати відповідну цьому винагороду після падіння міста).
Деметрій II тим часом звернувся до царя іллірійського племені ардієїв Агрона, держава якого охоплювала сучасні північну Албанію, Чорногорію та Герцеговину. Отримавши гроші від македонського правителя, Агрон вислав 5 тисяч воїнів на сотні лодій. Непомітно для етолійців вони здійснили висадку неподалік Медіона та рушили на ворожий табір. Етолійці поставили важкоозброєну піхоту та частину кінноти на рівнині перед ним, тоді як легкоозброєних та іншу частину вершників висунули на розташовані попереду висоти. Іллірийці значно переважали цей авангард, так що невдовзі вони відкинули його, після чого повели атаку на вишикуваних внизу етолійців. Медіоняни також вийшли з міста та вступили у битву, в якій армія Етолійського союза була повністю розбита, втратила чимало воїнів вбитими та ще більше полоненими. Все озброєння та обоз супротивника дістались іллірійцям.
Успіх ардієїв призвів до активізації їх піратських набігів, котрі поширились аж до Еліди та Мессенії на Пелопоннесі, до того ж невдовзі вони виграли ще й морську битву при Паксах.